# 油橄榄病毒属
油橄榄病毒属（学名：Oleavirus）是雀麦花叶病毒科下的一个属。

## 下属物种
本属包括以下物种：
- 橄榄潜伏病毒2型 Olive latent virus 2